# Echinotriton maxiquadratus
Echinotriton maxiquadratus é uma espécie de anfíbio gimnofiono da família Salamandridae. Está presente na China. A UICN classificou-a como em perigo crítico.